# Arianops truncata
Arianops truncata är en skalbaggsart som beskrevs av Barr 1974. Arianops truncata ingår i släktet Arianops och familjen kortvingar. Inga underarter finns listade i Catalogue of Life.